# ウチュ
ウチュ（ウルドゥー語: اوچ, 英語: Uch）は、パキスタン・パンジャーブ州に位置する小都市である。ウチュは、バハーワルプルから75km西に位置し、「パンジャーブ地方におけるアレクサンドリア」と呼ばれるほど古い歴史のある街である。かつてインダス川とシハーブ川の合流地点であったが、両河川の合流地点は現在ウチュから13km離れたところへと移動している。
ウチュの重要性が増すのは中世になってからのことである。13世紀に多くのスーフィーが中央アジアからウチュへ集まり、彼らはデリー・スルターン朝と深い結びつきを持っていた。

## 歴史
一説には、紀元前325年にアレクサンドロス3世がこの土地に「アレクサンドリア」を建設したのが始まりとされる。しかし、パキスタン大使館は、アレクサンドロスの建設以前の紀元前500年にはジャイナ教徒と仏教徒がこの土地を支配していたと公的に発表している。
710年、ムハンマド・イブン・カースィムがインド支配を開始すると、この地方にもイスラム教が広がった。その結果、ウチュは南アジアにおけるイスラーム研究の中心となった。

## 建築物

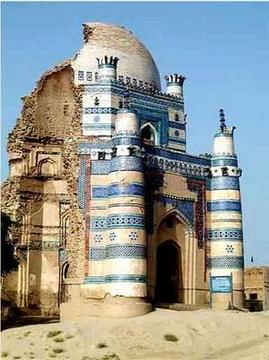
ビービー・ジャヴィンディーの聖者廟

13世紀に多くのスーフィーが中央アジアから移動してきたこともあり、ウーチュにはいくつか聖者廟（ダルガー）が残されている。
- ジャラールッディーン・スルフポーシュ・ブハーリー（en）のダルガー - ビービー・ジャヴィンディーのダルガーの近くに位置する。ジャラールッディーン・スルフポーシュ・ブハーリー（1177年 - 1272年）は12世紀後半から13世紀にかけて活躍したスーフィーであり、ウーチュに現存するダルガーとしては最古のもの。
- ジャハーニヤーン・ジャハーンガシュトのダルガー - ジャハーニヤーン・ジャハーンガシュトとは「世界を旅する者」を意味し、ブハーリーの孫ハズラト・ジャラールッディーン・ブハーリー（1303年 - 1383年）のこと。このダルガーの西壁にはバグダードからやってきたと伝えられている文字版がはめ込まれている。
- ビービー・ジャヴィンディーのダルガー - 1494年に建設され、ウーチュに残るダルガーの中で最も新しい。19世紀の洪水により裏側半分が破壊されている。

また、これら3つのダルガーは2004年にユネスコの世界遺産の暫定リストに登録された。